# Okres Olomouc
Olomouc (Duits: Olmütz) is een district (Tsjechisch: Okres) in de gelijknamige Tsjechische regio Olomouc. De hoofdstad is Olomouc. Het district bestaat uit 98 gemeenten (Tsjechisch: Obec) en een militair oefenterrein (Tsjechisch: vojenský újezd).

## Lijst van gemeenten
De obce (gemeenten) van de okres Olomouc. De vetgedrukte plaatsen hebben stadsrechten. De cursieve plaatsen zijn steden zonder stadsrechten (zie: vlek).
Babice - Bělkovice-Lašťany - Bílá Lhota - Bílsko - Blatec - Bohuňovice - Bouzov - Bukovany - Bystročice - Bystrovany - Červenka - Charváty - Cholina - Daskabát - Dlouhá Loučka - Dolany - Doloplazy - Domašov nad Bystřicí - Domašov u Šternberka - Drahanovice - Dub nad Moravou - Dubčany - Grygov - Haňovice - Hlásnice - Hlubočky - Hlušovice - Hněvotín - Hnojice - Horka nad Moravou - Horní Loděnice - Hraničné Petrovice - Huzová - Jívová - Komárov - Kozlov - Kožušany-Tážaly - Křelov-Břuchotín - Krčmaň - Liboš - Lipina - Lipinka - Litovel - Loučany - Loučka - Luběnice - Luká - Lutín - Lužice - Majetín - Medlov - Měrotín - Město Libavá - Mladeč - Mladějovice - Moravský Beroun - Mrsklesy - Mutkov - Náklo - Náměšť na Hané - Norberčany - Nová Hradečná - Olbramice - Olomouc - Paseka - Pňovice - Přáslavice - Příkazy - Řídeč - Samotišky - Senice na Hané - Senička - Skrbeň - Slatinice - Slavětín - Štarnov - Štěpánov - Šternberk - Strukov - Střeň - Suchonice - Šumvald - Svésedlice - Těšetice - Tovéř - Troubelice - Tršice
- Újezd - Uničov - Ústín - Velká Bystřice - Velký Týnec - Velký Újezd - Věrovany - Vilémov - Vojenský újezd Libavá - Želechovice - Žerotín

## Geschiedenis
Op 1 januari 2005 kwamen Huzová, Moravský Beroun en Norberčany bij de okres Olomouc te horen nadat de gemeenten van de kraj Moravië-Silezië waren overgeheveld naar de kraj Olomouc, als onderdeel van Moravië-Silezië hoorden Huzová, Beroun en Norberčany bij okres Bruntál. Sinds 1 januari 2007 hoort de gemeente Lipinka bij deze okres, voordien hoorde deze gemeente bij de Okres Šumperk. Op 1 januari 2016 werden Město Libavá en Kozlov van Vojenský újezd Libavá afgesplitst.

## Aanliggende okressen

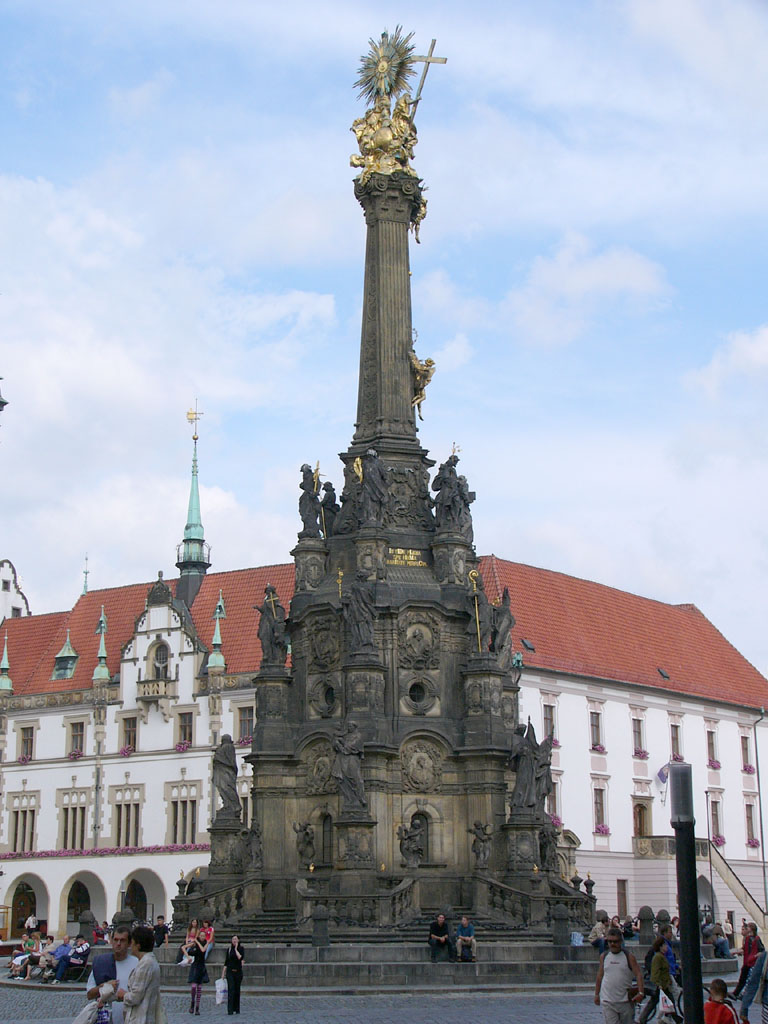
Zuil van de Heilige Drie-eenheid.

| Aanliggende okressen | Aanliggende okressen         | Aanliggende okressen      | Aanliggende okressen | Aanliggende okressen    |
| -------------------- | ---------------------------- | ------------------------- | -------------------- | ----------------------- |
| Šumperk              |                              | Bruntál (Moravië-Silezië) |                      | Opava (Moravië-Silezië) |
|                      |                              |                           |                      |                         |
| Svitavy (Pardubice)  | Nový Jičín (Moravië-Silezië) |                           |                      |                         |
|                      |                              |                           |                      |                         |
| Prostějov            |                              |                           |                      | Přerov                  |

## Bezienswaardigheden
- Werelderfgoedlijst van UNESCO: Zuil van de Heilige Drie-eenheid in Olomouc.
- Europese erfgoedlijst van de Europese Unie: de Burcht van Olomouc en het Arcidiecézní muzeum Olomouc in Olomouc.

Drie steden hebben in de Okres Olomouc hebben sinds 1992 een beschermd stadsgezicht (městská památková zóna):
- Litovel
- Šternberk
- Uničov

Daarnaast hebben nog negen monumenten de status van nationaal cultureel monument (národní kulturní památka), waarvan de eerste zes zich allemaal in Olomouc bevinden:
- de Burcht van Olomouc met de Sint-Wenceslauskathedraal, Kapitulní děkanství, Zdíkův palác en de Sint-Annakerk (sinds 1962)
- het Hradiskoklooster (sinds 1995)
- de Sint-Mauritiuskerk (sinds 1995)
- de zes barokke fonteinen en zuilen: Herculesfontein, Jupiterfontein, Neptunusfontein, Tritonenfontein, Mercuriusfontein, Julius Caesarfontein, de Zuil van de heilige Drie-eenheid en de Mariazuil (sinds 1995)
- Villa Primavesi (sinds 2010)
- Areaal Svatý Kopeček bij Olomouc met de Maria Visitatiekerk (sinds 2018)
- Památník obětí II. světové války in Luká (sinds 1978)
- Kasteel Bouzov in Bouzov (sinds 1999)
- Burcht Šternberk in Šternberk (sinds 2001)

Districten (okresy): Jeseník · Olomouc · Prostějov · Přerov · Šumperk 
 Kleine districten (správní obvody ORP): Hranice · Jeseník · Konice · Lipník nad Bečvou · Litovel · Mohelnice · Olomouc · Prostějov · Přerov · Šternberk · Šumperk · Uničov · Zábřeh